# Astronesthes luetkeni
Astronesthes luetkeni är en fiskart som beskrevs av Regan och Ethelwynn Trewavas 1929. Astronesthes luetkeni ingår i släktet Astronesthes och familjen Stomiidae. Inga underarter finns listade.